# Vlakplaas
Vlakplaas is de naam van een landgoed in Zuid-Afrika, maar ook die van een voormalige speciale eenheid C10, later C1 van de Zuid-Afrikaanse politie in de apartheidstijd en die op het landgoed gevestigd was. De eenheid opereerde in het geheim en was als doodseskader verantwoordelijk voor talrijke moorden en aanslagen op de tegenstanders van het apartheidsbewind, meest onder de zwarte bevolking. De groep hield zich ook met martelingen bezig en liet een niet nader te bepalen aantal politieke tegenstanders 'verdwijnen'. Dit geschiedde voornamelijk door het verbranden of meerdere malen opblazen van hun lichamen en het aanleggen van geheime en anonieme massagraven op het terrein van het landgoed. In 1993, na het einde van de apartheid, is de groep opgeheven. De man die jarenlang de leider ervan was, Eugene de Kock, werd in 1996 wegens meervoudige moorden en misdaden tegen de menselijkheid veroordeeld.

## Geschiedenis
Vlakplaas (plaas betekent 'boerderij' of 'landgoed') is 44 ha groot en ligt ten westen van de stad Pretoria op het gebied van de stad Krugersdorp. Sinds 1979 zetelde de speciale eenheid C10 (later C1) van de politie daar. De eenheid beschouwde zichzelf als een antiterreureenheid. De letter C staat voor counter insurgency. De commandanten waren Dirk Coetzee (1980-81), Jan Carel Coetzee (1982), Jack Cronjé ('83-'85) en Eugene de Kock (tot 1993). Hun superieur was eerst Johannes Jacobus Victor en vanaf 1980 Willem Schoon, die voor nog meer politieke moorden verantwoordelijk waren, zoals voor de moord op Ruth First in Mozambique in 1982.
Vlakplaas was een paramilitaire eenheid die leden van de oppositie ofwel 'omdraaide' ofwel doodde. De 'omgedraaide' tegenstanders werden vaak gedwongen zelf aanslagen te plegen. Wie weigerde werd gedood, bijvoorbeeld met een gordel explosieven rond zijn middel. Zowel op het landgoed zelfs als elders in het land of in buurstaten zoals Lesotho, Botswana of Swaziland vonden talrijke moorden en executies plaats. Een lichamelijk overschot werd veelal met vuur vernietigd, in een rivier geworpen of door herhaalde ontploffingen in stukken gereten. Er zijn duizenden op Vlakplaas gemarteld en er werden ook talrijke briefbommen verstuurd. Een van de bekendste slachtoffers in de mensenrechtenadvocaat Griffiths Mxenge die in 1981 neergestoken is en zijn vrouw Victoria Mxenge die in 1985 gedood werd. Zij had kort daarvoor een grafrede gehouden voor de Vier van Cradock, leden van het UDF, die ook door Vlakplaas vermoord waren. Het hoofdkwartier van COSATU en van de Zuid-Afrikaanse Raad van Kerken in Johannesburg werden in 1987 respectievelijk 1988 het doelwit van bomaanslagen. Ook bioscopen die de film Cry Freedom waagden te vertonen werden met bommen bestookt. De Inkatha-beweging in Natal kreeg in de jaren 1980 wapens geleverd om zo het konflikt met het ANC aan te wakkeren. Dit leidde tot de dood van ca. 15.000 mensen.
Een van de grondleggers van de eenheid was Dirk Coetzee, die de moord van Griffiths Mxenge aanvoerde. Hij werd echter in 1981 gedegradeerd en moest in 1986 de eenheid verlaten. In 1989 bevestigde hij in de Zuid-Afrikaanse krant Vrye Weekblad de praktijken van de eenheid nadat er daarvoor van de kant van een zwarte agent openlijke aantijgingen tegen hem gemaakt waren. De Kock, die de bijnaam Prime Evil droeg, trachtte daarna Coetzee op Mauritius met een briefbom om het leven te brengen. Hij gebruikte de naam van een met Coetzee bevriende jurist als afzender. Coetzee weigerde het pakje aan te nemen en het werd naar die nietsvermoedende jurist 'terug'gestuurd. Deze werd gedood toen hij het pakje openmaakte.

### Nasleep
In 1995 werden de daden van Vlakplaas behandeld door de Waarheids- en Verzoeningscommissie. Coetzee kreeg amnestie, maar De Kocks aanvraag werd afgewezen. Joe Mamasela, een zwarte geheime agent vroeg niet om gratie. In 1996 werd De Kock tot tweemaal levenslang plus 212 jaar gevangenisstraf veroordeeld. De Kock beschuldigde hogere politici en ambtenaren, waaronder P.W. Botha en F.W. de Klerk ervan het bevel gegeven te hebben voor de misdaden. Deze politici werden echter niet door de commissie verhoord of vervolgd. Toch kwamen er bij de verhandelingen van de commissie nieuwe feiten over de activiteiten van de eenheid aan het licht. Er werden daarna talrijke lijken van vermisten op het terrein van Vlakplaas opgegraven.
In 2007 werd aangekondigd dat het landgoed als gezondheidscentrum gebruikt ging worden. De heilzame werking van bepaalde planten die door traditionele helers gebruikt worden, ging hier onderzocht worden. Vlakplaas is in 2016 open voor bezoek.